# Industripalatset

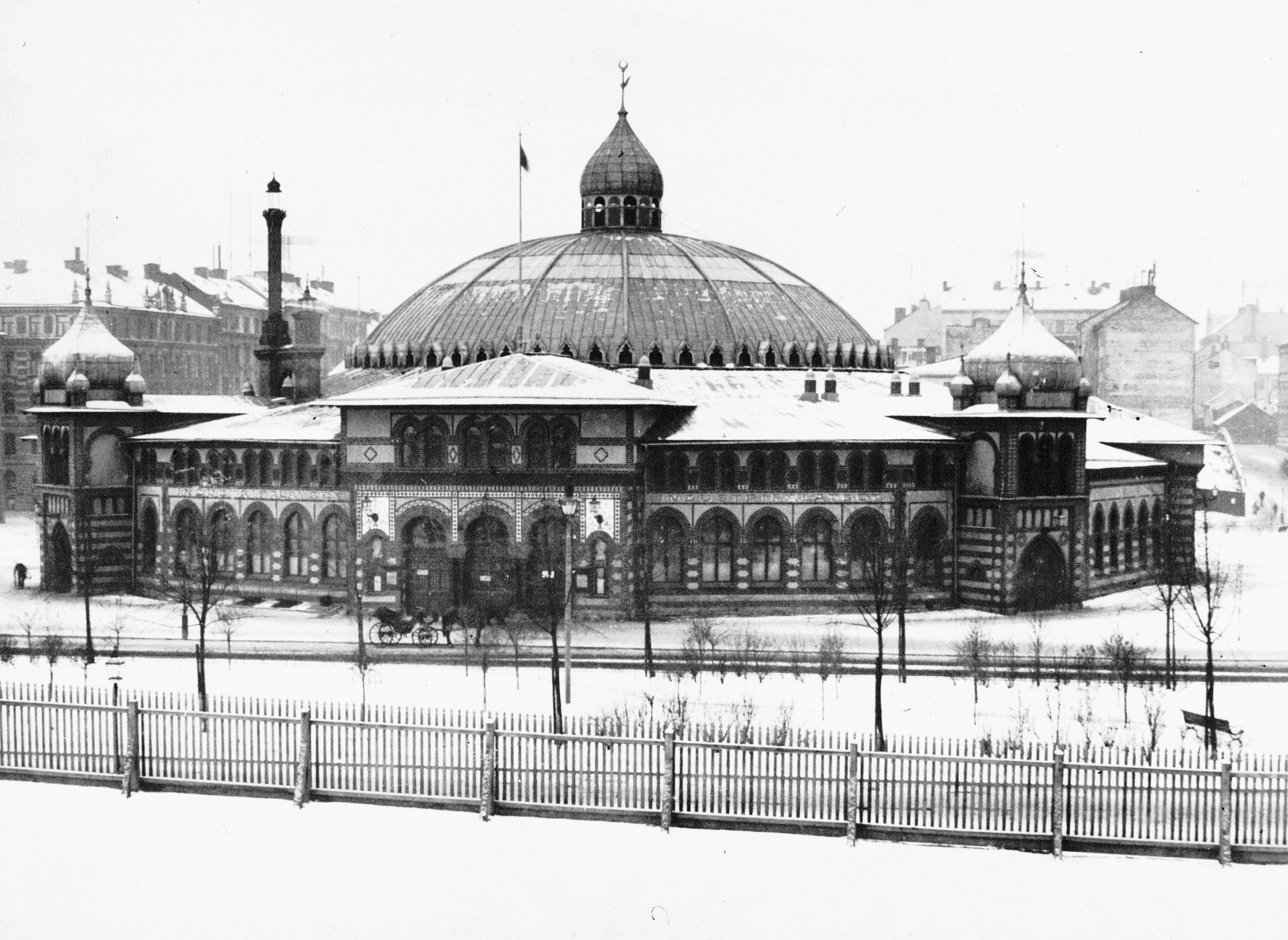
Industripalatset omkring 1900.

Industripalatset var en cirkusbyggnad, utställningslokal och senare teater belägen i kvarteret Brandvakten vid Karlavägen i Stockholm. Den byggdes 1888 och brann ner 1913. På en del av den tomt Industripalatset stod står i dag en skolbyggnad som 1925-1927 uppfördes för Nya Elementarskolan för Flickor, senare Ahlströmska skolan. I dag har Carlssons skola sin verksamhet i byggnaden.

## Historia

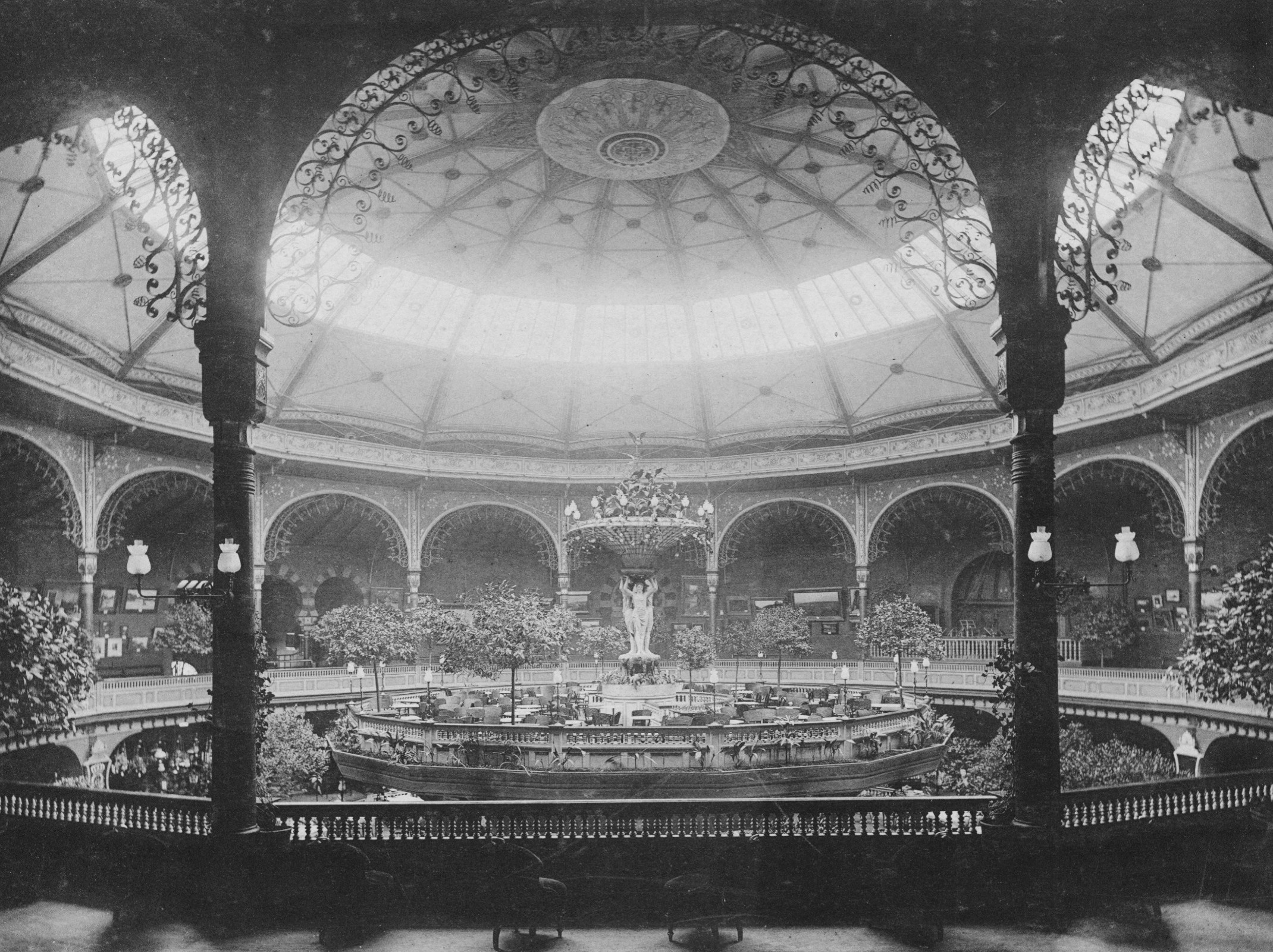
Industripalatset, interiör omkring 1900.

### Cirkus Olympia
Byggnaden var ursprungligen en cirkus i orientalisk stil, Nya Cirkus, och uppfördes och invigdes 1888 mittemot Östra Real enligt Gustaf Lindgren och Kasper Salins ritningar. Cirkus Olympia var dåtidens största cirkus i Stockholm, med över 2 700 åskådarplatser.

### Industripalatset
Mellan 1893 och 1897 tjänstgjorde byggnaden som utställningshall för enskilda handelsfirmors utställningar och hette då Industripalatset. I Industripalatset fanns en Bosco-automat, en uppfinning av Conrad Bernitt i Hamburg år 1890, vilken åstadkom porträtt i ferrotypi på en liten plåtbricka.
Mellan 1896 och 1897 huserade byggnaden Svenskt Industri- och Handelsmuseum. För detta ändamål förvärvade direktören Reinhold Hörnell, en nära medarbetare till Gustaf de Laval, våren 1896 byggnaden på exekutiv auktion för 150 000 kronor varpå den moderniserades med värmeledningar, elektrisk belysning, en hörsal för 300 personer samt ett nykterhetskafé. Museet flyttade 1897 på grund av för höga kostnader till Regeringsgatan 40. Industripalatset såldes samma år till ägaren av Kristiana tivoli, B. H. Jacobsen. Dennes avsikt var att utnyttja fastigheten som konsert- och nöjeslokal och även kunna visa exotiska folkslag och andra tivoliattraktioner. I november 1897 visade han en större grupp ashantis och javaneser, som tidigare uppträtt på zoo i Österrike.
Industripalatset byggdes 1900 om till teater och fick 1902 namnet Olympiateatern för att 1904 döpas om till Östermalmsteatern. Då teaterdirektören Anton Salmson tog över 1909 döptes den till Operett-teatern - De tusen rosornas teater. Operett-teatern var en privatteater för operett och revy. Den fick sitt tillnamn eftersom 40 000 pappersrosor var planerade att smycka salongens tak, men detta kunde inte förverkligas då Salmsons bolag gick i konkurs efter en säsong.

### Östermalmsteatern
Under en tid därefter var lokalen danspalats för att till sist åter bli Östermalmsteatern 1912. Byggnaden brann ner den 30 mars 1913 efter ovarsam rökning i salongen.